# Mała Bystra
Mała Bystra (słow. Grúň, 2111 m n.p.m.) – niewybitny szczyt w słowackich Tatrach Zachodnich. Znajduje się w bocznej grani Bystrej, która od głównego wierzchołka odbiega w kierunku południowo-zachodnim i kulminuje w Zadniej Kopie Liptowskiej. Z Małej Bystrej odchodzi w kierunku południowo-wschodnim krótka grańka zwana Garbate (Hrbáč), dzieląca górne piętro Doliny Bystrej na dwa kotły – Suchy Zadek oraz kocioł, w którym leżą trzy Bystre Stawy. Od wschodniej strony Mała Bystra góruje nad Doliną Gaborową. Na szczyt nie wprowadza żaden szlak turystyczny.